# Schloss Gottlieben

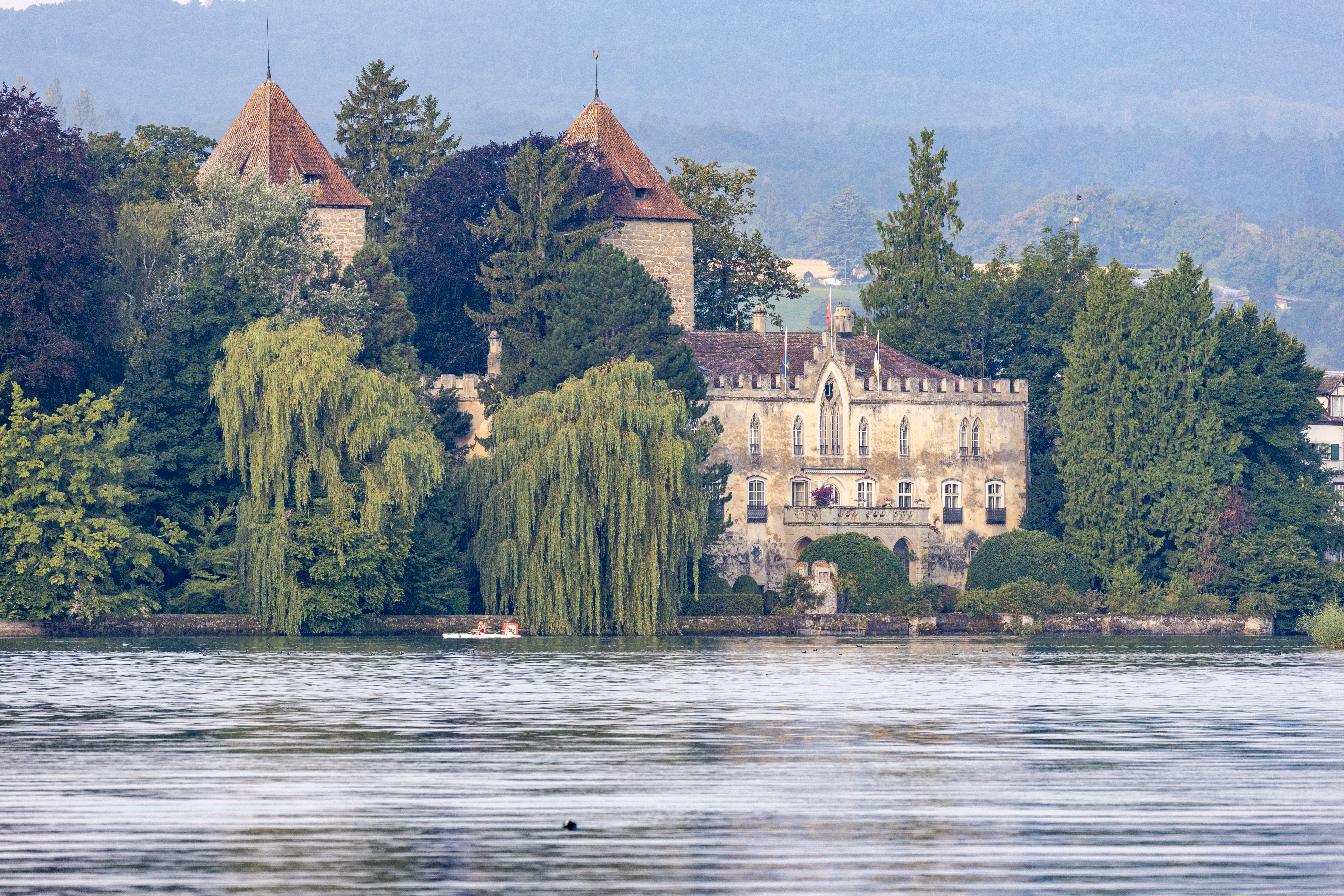
Schloss Gottlieben

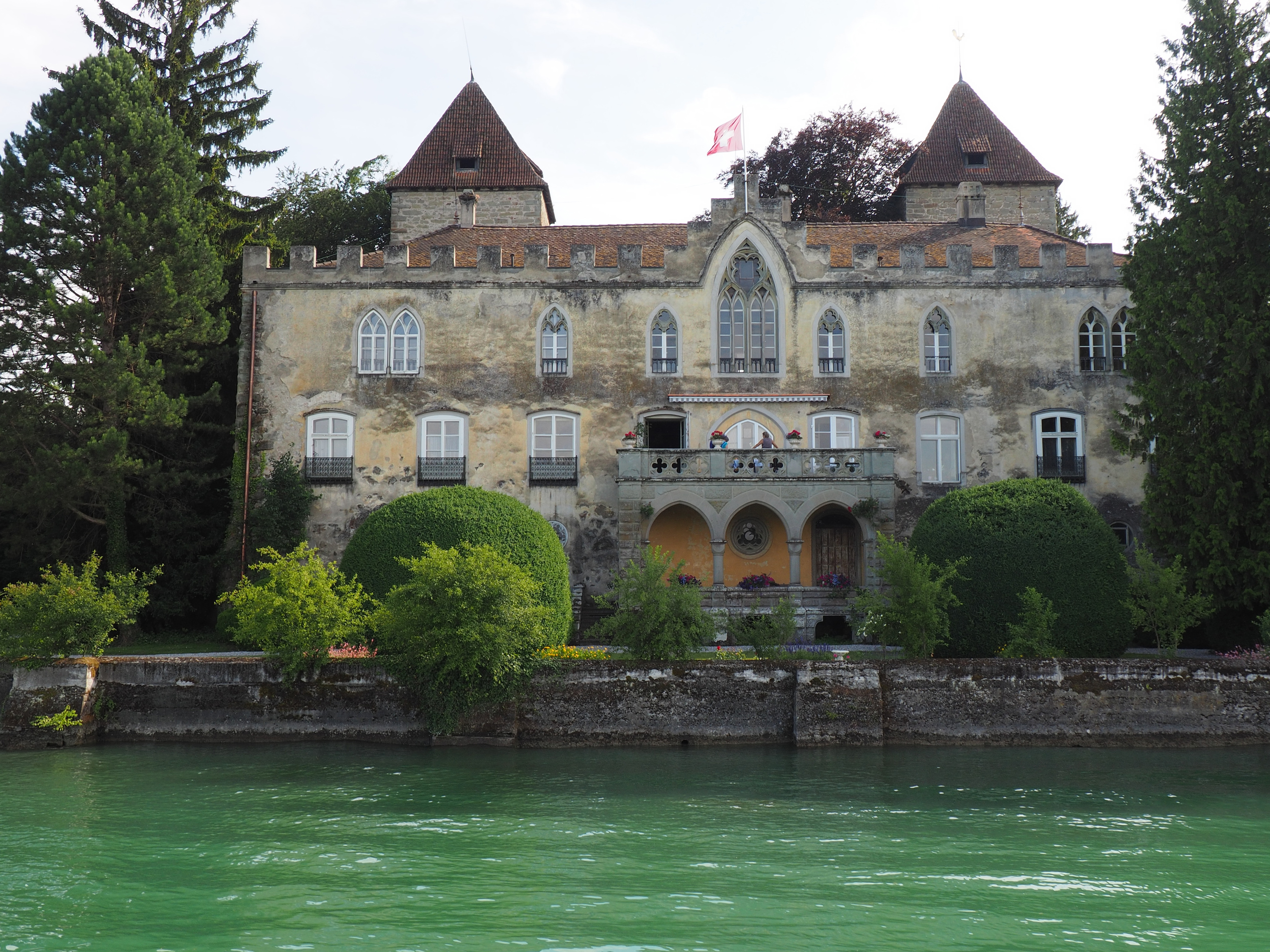
Schloss Gottlieben vom Seerhein gesehen

Das Schloss Gottlieben ist ein Schloss am östlichen Rand der Gemeinde Gottlieben am Ufer des Seerheins im Kanton Thurgau, Schweiz.

## Geschichte

### Bau
Die ehemalige Wasserburg mit zwei Türmen wurde 1251 vom Konstanzer Bischof Eberhard II. von Waldburg erbaut, zusammen mit einer Holzbrücke über den Rhein. Damit wollte der Bischof der nahen Stadt Konstanz, mit deren Bürgerschaft er im Streit lag, Konkurrenz machen. Die beiden landseitigen Ecktürme des mittleren 13. Jahrhunderts bildeten zusammen mit dem 1346 dazugefügtem und 1352/1355 teilweise wieder zerstörten Palast, dem Ostflügel von 1434 bis 1446 und dem Nordflügel von 1475 bis 1491 eine mächtige, von einem Wehrgang umzogene Wasserburg.

### Gefängnis Jan Hus

Ansicht Schloss Gottlieben von 1836

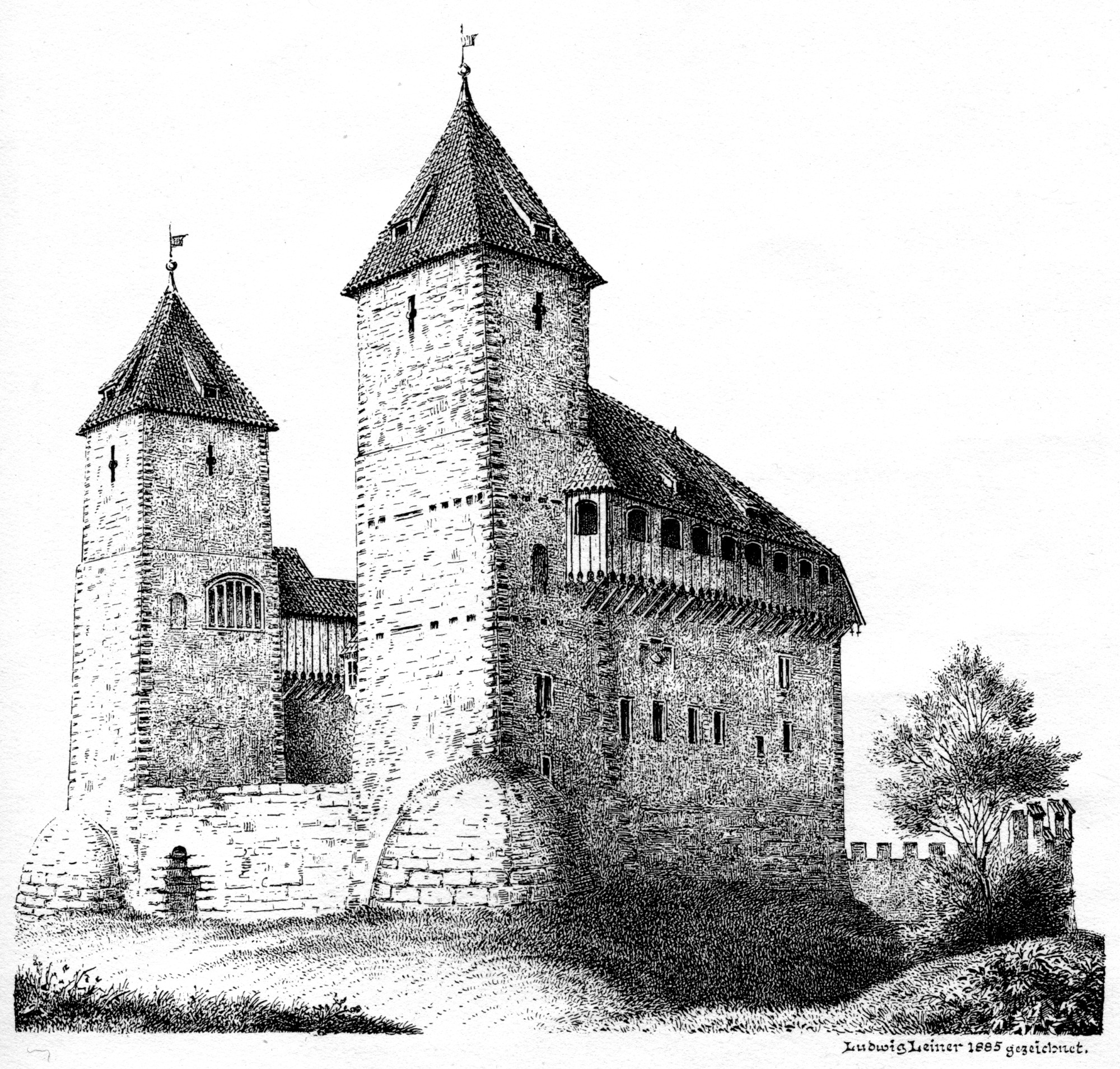
Rekonstruktionszeichnung des mittelalterlichen Schlosses (Ludwig Leiner, 1885)

Während des Konstanzer Konzils wurden im Gefängnis des Westturms der Reformator Johannes Hus, Hieronymus von Prag und der geflohene und abgesetzte Papst Johannes XXIII., der ursprünglich das Konzil einberufen und Hus eingeladen hatte, gefangen gehalten. Auf dem Dachboden des westlichen Turms befindet sich der nicht zugängliche Hussenkerker. Von 1499 bis 1798 war Schloss Gottlieben der Sitz des bischöflichen Obervogtes.

### Weitere Eigentümer
Nach dem Tod seiner Mutter Hortense de Beauharnais dachte Prinz Louis, der spätere Napoléon III. an einen alternativen Wohnsitz zum Schloss Arenenberg und kaufte Schloss Gottlieben, das er jedoch nur sehr kurz bewohnte. Im 19. Jahrhundert wurde das Schloss im neogotischen Stil umgebaut. Beim Umbau wurden Masswerkfenster aus dem 1824 abgebrannten Kreuzgang des Konstanzer Münsters verwendet.
1926 erwarb der 1916 in die Schweiz emigrierte deutsche Diplomat Wilhelm Muehlon das Schloss Gottlieben. 1932 brachte er das Schloss in die «Schloss Gottlieben AG» ein. Auf Dauer schien Muehlon die Nähe zur Grenze aber zu gefährlich, und er gab diesen Wohnsitz im September 1939 zu Gunsten eines Domizils in Klosters in den Bündner Bergen auf.
1950 erwarb die Schweizer Opernsängerin Lisa della Casa mit ihrem Mann Dragan Debeljevic die «Schloss Gottlieben AG» und damit das Schloss Gottlieben. Es ist für die Öffentlichkeit nicht zugänglich.
Das Objekt stand 2023 zum Verkauf. Neue Eigentümer sind die Sopranistin Tatjana Gazdik und ihr Ehemann Thomas Huber.